# Carbon Hill (Alabama)
Carbon Hill é uma cidade localizada no estado americano do Alabama, no Condado de Walker.

## Demografia
Segundo o censo americano de 2000, a sua população era de 2071 habitantes.
Em 2006, foi estimada uma população de 2050, um decréscimo de 21 (-1.0%).

## Geografia
De acordo com o United States Census Bureau, a localidade tem uma área de 14,4 km², dos quais 14,3 km² cobertos por terra e 0,1 km² cobertos por água. Carbon Hill localiza-se a aproximadamente 182 m acima do nível do mar.

## Localidades na vizinhança
O diagrama seguinte representa as localidades num raio de 24 km ao redor de Carbon Hill.